# Pumpwerk Mastenbroek

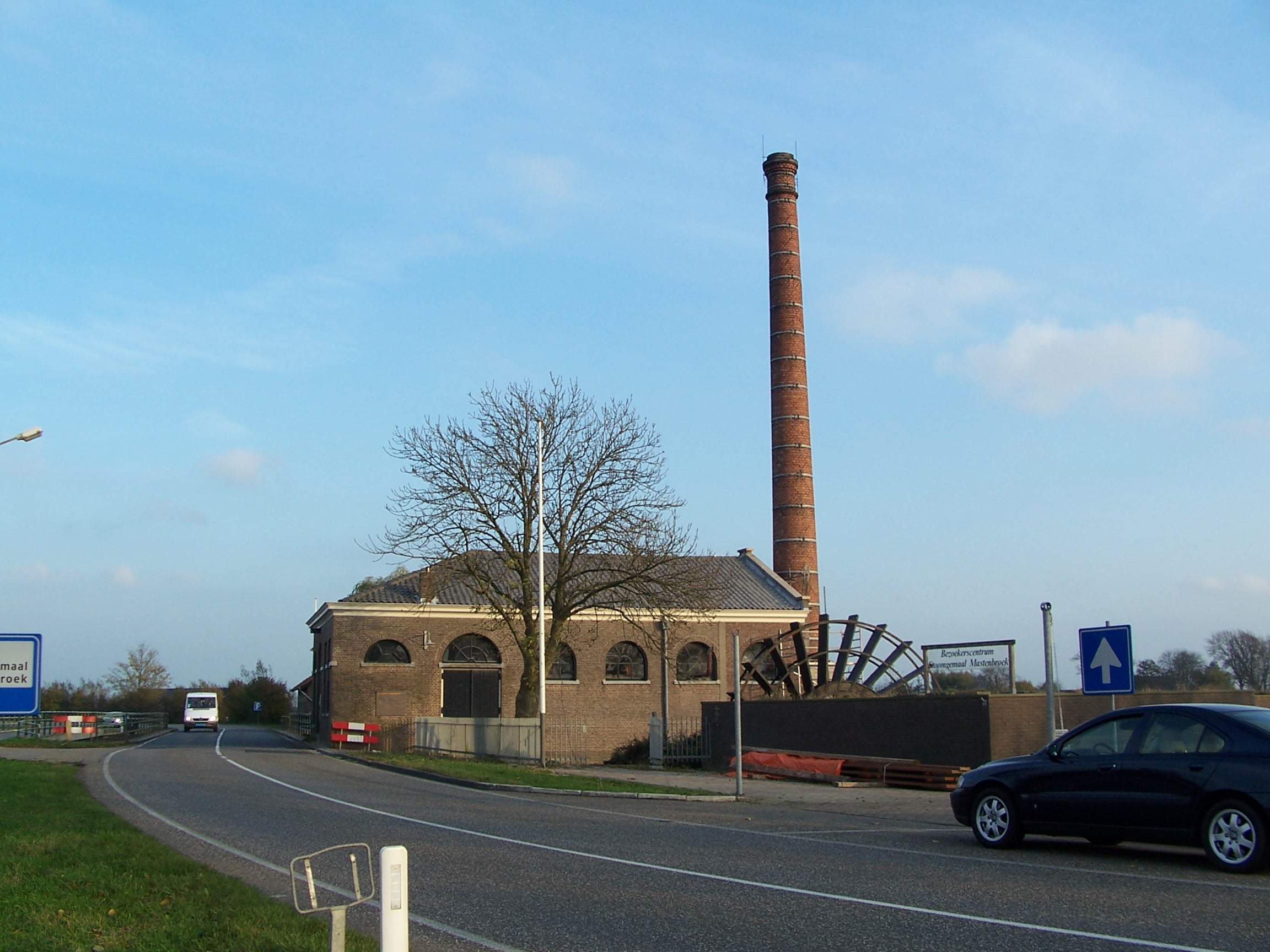
Pumpwerk Mastenbroek

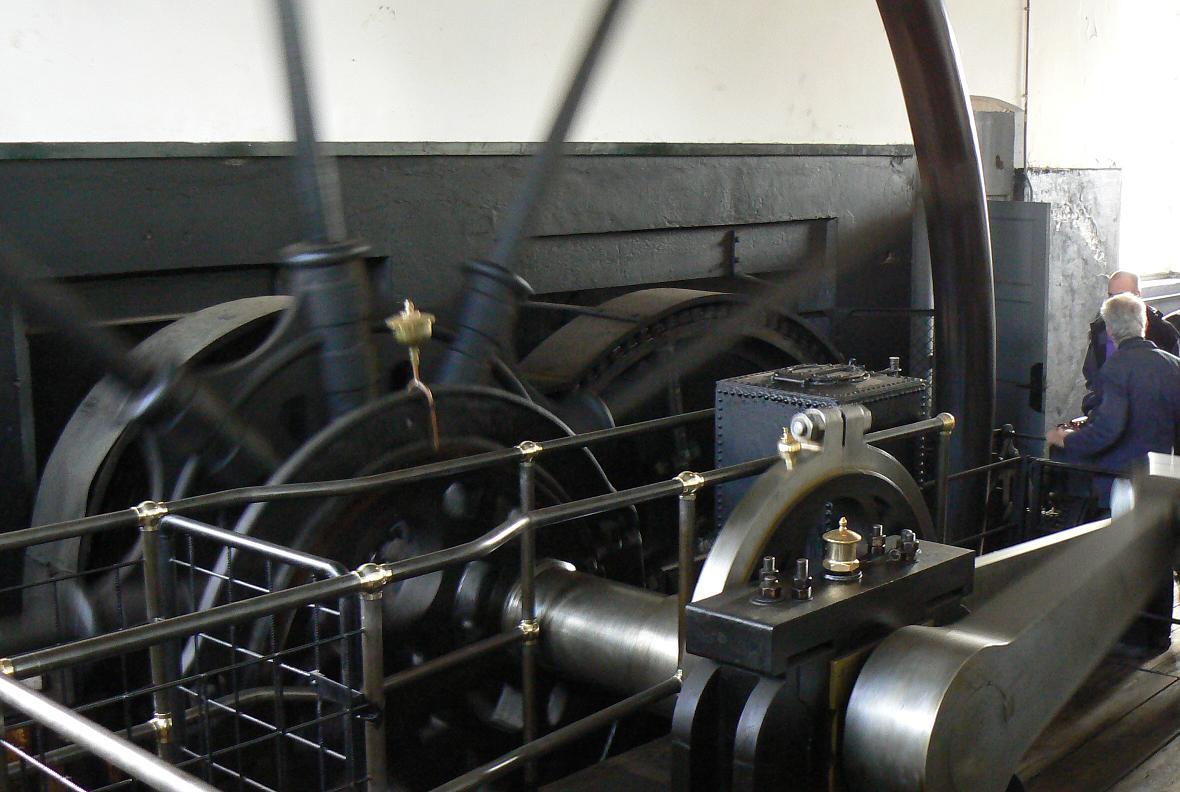
Schwungrad

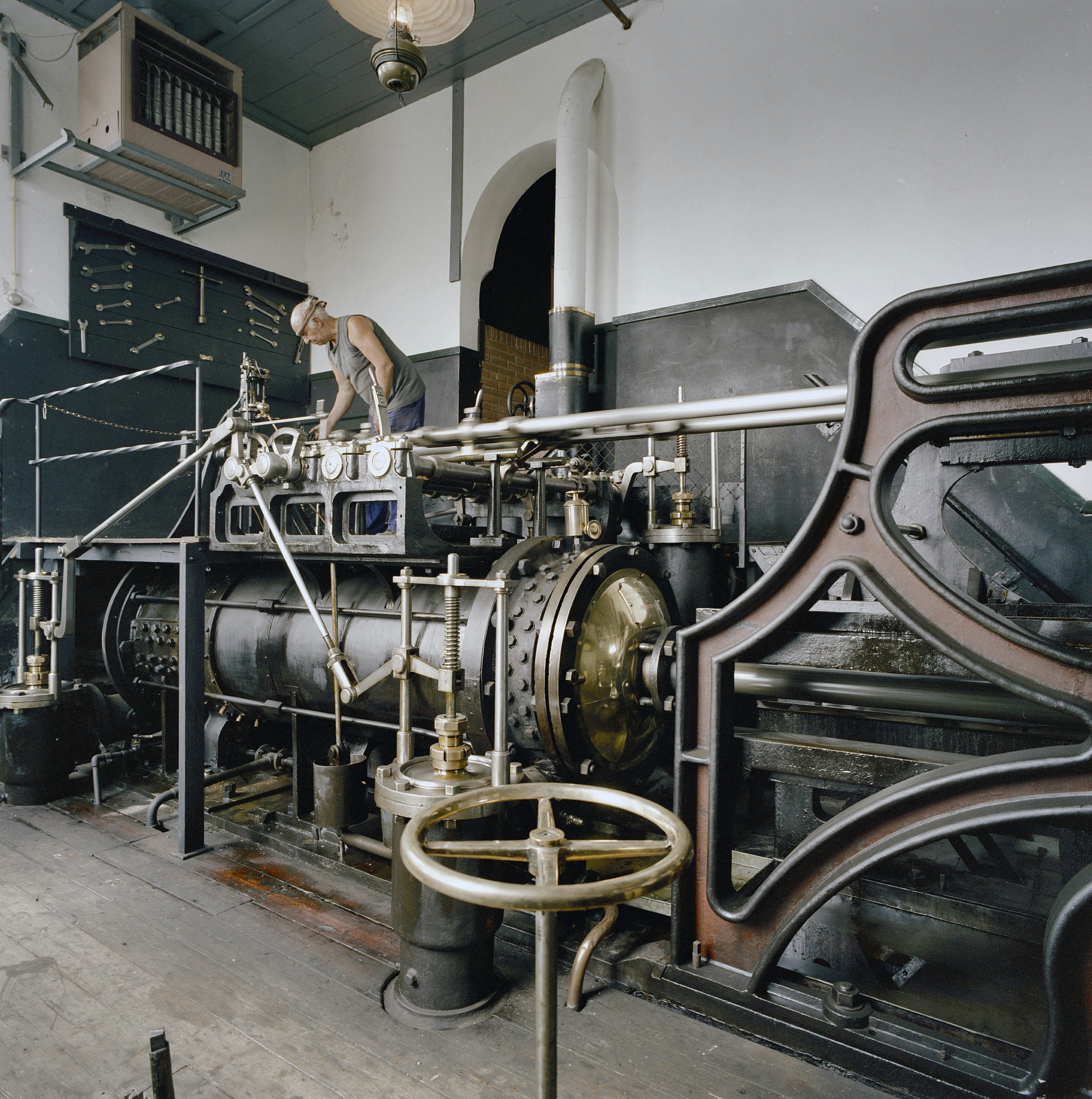
Innenansicht des Maschinenraums

Das Pumpwerk Mastenbroek (niederländisch Stoomgemaal Mastenbroek) liegt am Kamperzeedijk, zwischen Kampen und Genemuiden, in der Gemeinde Zwartewaterland, nahe beim Entwässerungskanal Veneriete. Das Pumpwerk wurde 1855 gebaut, um den Polder Mastenbroek zu entwässern. Das Werk war bis 1961 in Betrieb, als ein elektrisches Pumpwerk den Betrieb übernahm. Das Pumpwerk wurde 1990 in die Top 100 des Rijksdienst voor de Monumentenzorg aufgenommen.

## Beschreibung
Das Dampfpumpwerk des Polders Mastenbroek wurde 1855–1856 nach dem Entwurf der Ingenieure Beyerinck und Van Diggelen als Schaufelrad-Dampfpumpwerk erbaut.
Es besteht aus Kessel- und Maschinenhaus unter einem Walmdach, das an der Rückseite an einen Giebel anschließt; daneben steht das Schaufelradhaus, ebenfalls unter einem Walmdach mit rückseitigem Giebel. Die ursprünglichen halbrunden Fenster mit Eisengittern sind noch weitgehend erhalten. Gegen den mittleren Pfeiler in der Frontfassade des Schaufelradhauses ist der Grundstein gelegt.
Der Schornstein steht auf einem hohen, vermutlich später verputzten Sockel. Zum Inventar des Maschinenraums gehört eine liegende Einzylinder-Dampfmaschine mit Ventilsteuerung, geliefert von der Maschinenfabrik „De Atlas“ in Amsterdam im Jahr 1856, außerdem das Getriebe mit gusseisernen Rädern und Schwungrad (Durchmesser 8 m), sowie einiges Werkstattzubehör (darunter ein Brett mit alten Werkzeugen).
Im Kesselhaus steht ein komplett gemauerter Kessel mit zwei Feuerzügen, hergestellt von Ten Horn aus Veendam im Jahr 1925, komplett mit Zubehör und einigen Ausstattungsstücken (Werkbank, gusseiserne Bohrmaschine, Öllampe usw.).
Im Schöpfradhaus sind zwei originale Schöpfräder aus Gusseisen und Holz eingebaut, die durch eine Klauenkupplung verbunden sind.
Dieses gut erhaltene Pumpwerk ist vor allem wegen seiner technischen Ausstattung von Bedeutung. Es ist das letzte Beispiel in den Niederlanden für ein Pumpwerk mit einer langsamlaufenden horizontalen Dampfmaschine aus der Zeit um 1850.

## Technische Daten
| Kessel hergestellt von    | Ten Horn, Veendam, 1926                                                                         |
| Kessel-Typ                | Lancashire mit 2 Feuerzügen aus dem Jahr 1962, Tankkessel mit Umbau                             |
| Länge                     | 8500 mm                                                                                         |
| Durchmesser               | 2500 mm                                                                                         |
| Fassungsvermögen          | 26 m³                                                                                           |
| Maschine:                 |                                                                                                 |
| Fabrikat                  | Mij. 'De Atlas', Amsterdam 1856                                                                 |
| Dampfmaschinen-Typ        | 1 Zylinder, liegend, doppeltwirkende Expansionsmaschine mit Einspritzkondensator                |
| Durchmesser des Zylinders | 740 mm                                                                                          |
| Hub des Kolbens           | 2440 mm                                                                                         |
| Dampfdruck                | 4 atm (405 kPa)                                                                                 |
| Leistung                  | 93 PS (68 kW) bei 10/min                                                                        |
| Pleuelstange              | Geschmiedet; durch Eschenholzkörper gegen Ausknicken geschützt.                                 |
| Schwungrad                | 7,50 m Gusseisenfelge mit 300 mm Durchmesser                                                    |
| Masse                     | ca. 16.000 kg                                                                                   |
| Pumpengehäuse:            |                                                                                                 |
| Anzahl der Schaufelräder  | 2                                                                                               |
| Durchmesser               | 6000 mm.                                                                                        |
| Breite                    | 2× 2150 mm.                                                                                     |
| Förderleistung            | 390 m³/Minute bei einer Förderhöhe von 60 cm, eines der Schaufelräder kann ausgekuppelt werden. |

(nach )

## Restaurierung
Das Pumpwerk wurde umfassend restauriert. Im Jahr 2000 wurden Risse in den Wänden festgestellt, die auf beschädigte Fundamentpfähle zurückzuführen waren. Im Jahr 2002 wurde ein Wiederaufbauplan fertig gestellt. Der Zeitraum 2003–2010 wurde benötigt, um die endgültigen Pläne, die damit verbundene Finanzierung und die Umsetzung des Sanierungsplans sowohl für die unterirdischen als auch für die oberirdischen Teile des Pumpwerks zu realisieren. Inzwischen wurde das Pumpwerk restauriert und mit einem Museum und einem Besucherzentrum ausgestattet. Der technische Teil des Dampfpumpwerks ist vollständig original, komplett und in Betrieb.